# Sebastes varispinis
Sebastes varispinis är en fiskart som beskrevs av Chen, 1975. Sebastes varispinis ingår i släktet Sebastes och familjen kungsfiskar. Inga underarter finns listade i Catalogue of Life.